# قنات (خوسف)
قنات یک روستا در ایران است که در دهستان قلعه زری شهرستان خوسف واقع شده‌است. قنات ۲۲ نفر جمعیت دارد.